# 巴克禮紀念公園

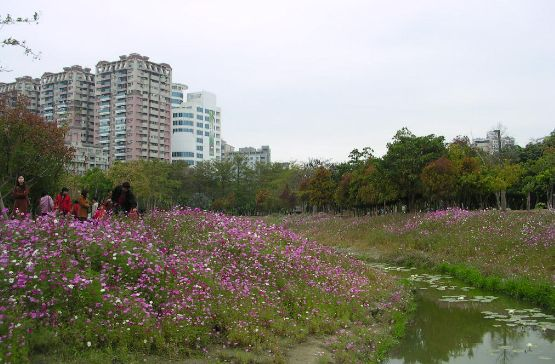
巴克禮紀念公園一角

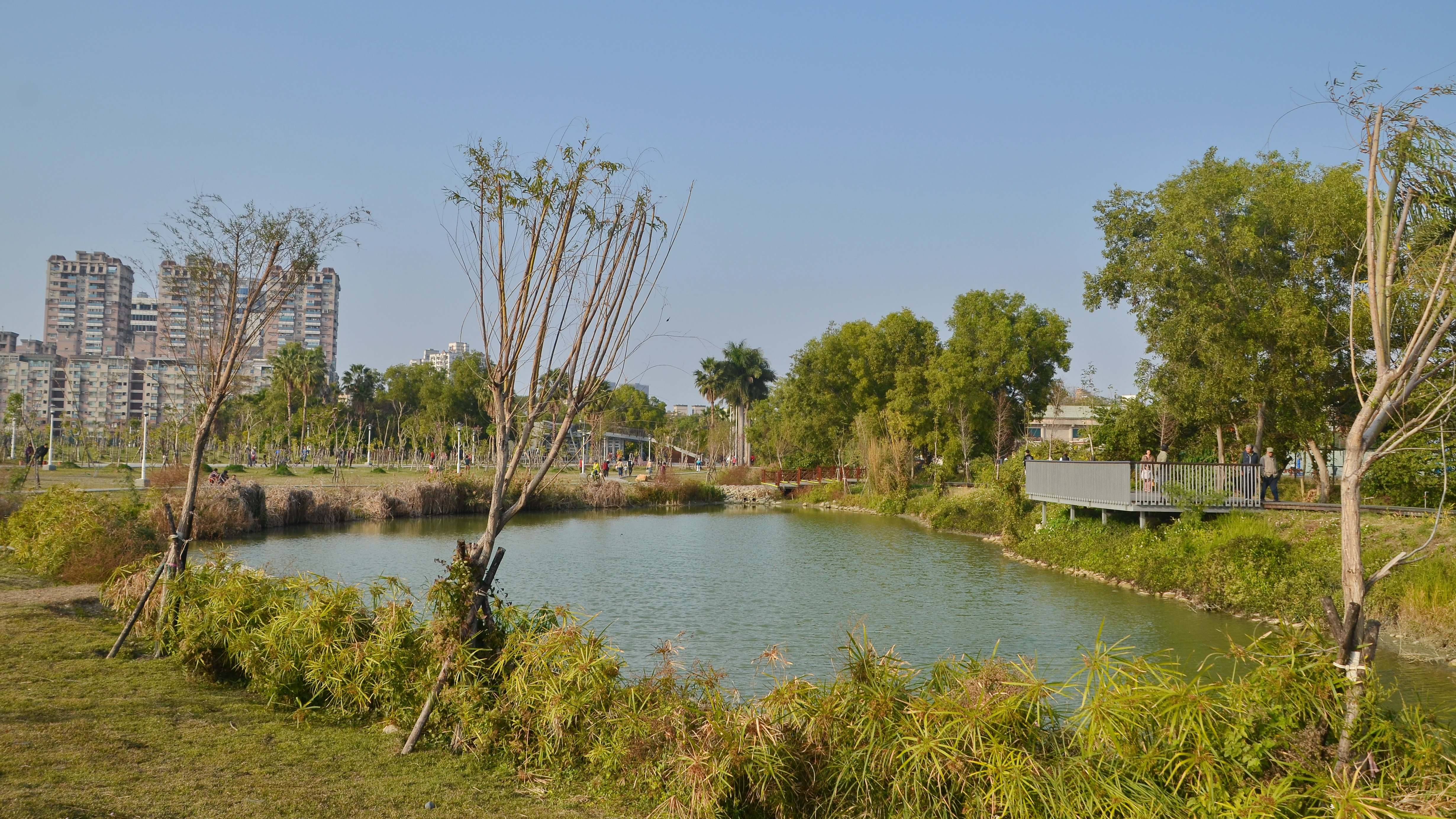
巴克禮紀念公園第2期滯洪池具景觀生態池功能。

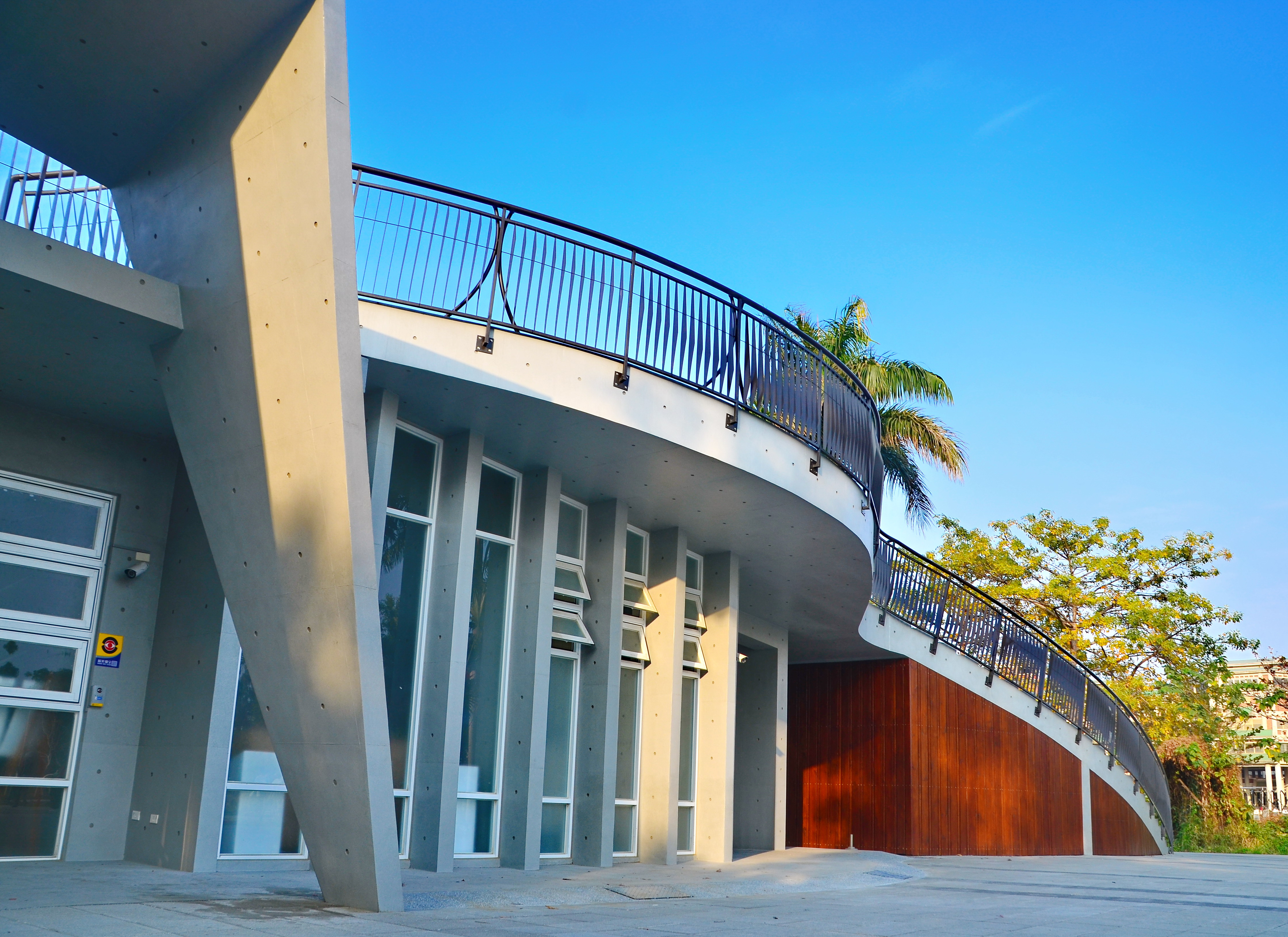
巴克禮紀念公園第2期「環境教育中心」

巴克禮紀念公園，或稱巴克禮公園，編號18號公園，為紀念英籍巴克禮牧師而命名。位於臺南市東區崇明，公園對面為臺南文化中心。

## 命名
臺南市政府為紀念英籍湯瑪斯·巴克禮牧師，擇市內公園其一命名。關於地緣關係，最初擬將台灣教會公報社對面的9號公園（位於東寧路與青年路間）改名，但當地居民多不同意；市府轉而選擇18號公園，並在2003年正式公告。

## 歷史
都市計畫中，此地編為18號公園預定地。昔日於地權因素，臺南市政府與臺南縣政府對簿公堂，導致土地無法開發，一度淪為垃圾傾倒地。直到2004年，在里長李仁慈與里民們的努力下，運出近170趟垃圾車的垃圾，並加以建設，終於成型。獲得全國10大優良公園、第一屆全國景觀大獎、國家卓越建設獎等，並於2007年獲得「全球卓越建設獎（FIABCI Prix d'Excellence Awards）公共建設類」優選肯定。
由於此地地下水源豐富，為竹溪的發源地之一，地點就在園內的月牙灣狀湖泊。在荷據時期，此湖泊與臺南市立臺南文化中心的水塘本是一塘，名曰「荷蘭埤」，又名「夢湖」。後按圖索驥，重新發堀夢湖，成為一大特色。
巴克禮紀念公園2期擴建，在2015年1月31日正式啟用。原公園3.3公頃，2期則有5.8公頃，總計9.1公頃。

## 位置
與臺南文化中心隔中華東路相望。

## 樹木
猢猻木、落羽杉、木棉、藍花楹、阿勃勒、鳳凰木、美人樹、烏桕、大波斯菊

## 鄰近設施
- 臺南文化中心
- 台糖長榮酒店
- 文化新世紀
- 臺南市東區崇明國民小學
- 臺南市立崇明國民中學

## 交通
- 大台南公車

| 編號 | 路線                                           | 停靠站                  |
| ---- | ---------------------------------------------- | ----------------------- |
| 3    | 海東國小－德高國小／全福新城／復興國中         | 文化中心(台糖長榮酒店)  |
| 15   | 臺南市立圖書館－大成路口                       | 巴克禮公園              |
| 62   | 桂田酒店／奇美醫院－高鐵台南站                 | 文化中心(台糖長榮酒店)  |
| 111  | 小西門（西門路）－高雄國際航空站               | 巴克禮公園/台糖長榮酒店 |
| 紅3  | 臺南轉運站－臺南航空站－高鐵台南站－關廟轉運站 | 文化中心(台糖長榮酒店)  |
| 紅4  | 臺南轉運站－後壁厝－奇美博物館                 | 巴克禮公園              |

### 公共自行車
- 臺南市公共自行車租賃系統：
  - 文化中心（崇明路）：27柱（崇明路337號(對側)）
  - 巴克禮公園：25柱（中華東路三段357巷/中華東路三段口(西南側)）
  - 巴克禮紀念公園（崇興路）：18柱（崇興路/巴克禮路口(東北側)）

## 外部連結
- 巴克禮公園 - 台南旅遊網 （页面存档备份，存于）